# Kärlek på turné
Kärlek på turné är en svensk dramafilm från 1955 i regi av Hampe Faustman.

## Om filmen
Filmen premiärvisades 28 november 1955 på några platser i Skåne. Inspelningen skedde med ateljéfilmning vid Södra Teatern i Malmö av Bengt Westfelt. 
Som förlaga har man August Blanches pjäs En tragedi i Vimmerby (Ett resande teatersällskap) som uruppfördes på  Kungliga Teatern i Stockholm 1848. Kärlek på turné blev ett ekonomiskt fiasko.[källa behövs] Det var den sista filmen som Hampe Faustman regisserade.

## Roller i urval
- Per Oscarsson - Oskar Ölander, skådespelare
- Georg Rydeberg - Gustav Sjövall, teaterdirektör
- Inga Brink - hans fru, sångerska
- Erik Strandmark - fabrikör Gråström
- Maj-Britt Lindholm - Jessie Sjövall, Sjövalls dotter, skådespelerska
- Per Sjöstrand - Teddy Gråström, fabrikör Gråströms son, skådespelare
- Olle H. "Dubbel-Olle" Ohlsson - källarmästaren
- Harry Persson - direktör Lundberg
- Toivo Pawlo - fabrikör Gråströms försäljningschef
- Gerd Hegnell - skådespelerska
- Gun Arvidsson - fru Ekman, Gråströms sekreterare
- Georg Årlin - portiern
- Stig Wetter - Helge, skådespelare
- Hanny Schedin  fröken Svensson, Gråströms kassörska
- Mari Jean-François - dansösen
- Karl-Erik Israelsson - sångaren
- Leif Hedberg - lastbilschauffören

## Musik i filmen
- Late for School, kompositör Charles Williams, instrumental.
- Pianomusik , kompositör Erik Jacobsson, framförs på piano av Erik Jacobsson, dans Mari Jean-François och Per Oscarsson
- Hög och sann konstnärlig anda, kompositör Per Sjöstrand, text August Blanche
- I'm So Lonesome Tonight, kompositör Francis Chagrin, instrumental.
- Weaving Loom, kompositör Charles Williams, instrumental.
- Gorgeous Hussy, kompositör Allan Gray, instrumental.
- Amours divins, ardentes flammes. ur La belle Hélène (Kärlek måste vi ha/O kärleks glöd. ur Den sköna Helena), kompositör Jacques Offenbach, fransk text Henri Meilhac och Ludovic Halévy svensk text 1865 Palle Block, sång Inga Brink
- Wiener Blut (vals), op. 354 (Wienerblod), kompositör Johann Strauss d.y., sång Inga Brink
- Bobbins and Spindles, kompositör Ronald Hanmer, instrumental.
- La donna è mobile. ur Rigoletto (Ack, som ett fjun så lätt. ur Rigoletto), kompositör Giuseppe Verdi, text Francesco Maria Piave svensk text 1861 Ernst Wallmark, sång Inga Brink
- Whirlwind on the Rails, kompositör Ludo Philipp, instrumental.
- Happy Together, kompositör Wilfred Burns, instrumental.
- Melody for Lovers, kompositör Cecil Milner, instrumental.
- Jumping Jackcass, kompositör Mervyn Vicars, instrumental.
- En liten oskyldig kyss, kompositör och text Karl-Erik "Cacka" Israelsson, sång Karl-Erik "Cacka" Israelsson